# Wiartel
Wiartel (deutsch (Groß) Wiartel) ist ein Dorf in der polnischen Woiwodschaft Ermland-Masuren, das zur Gmina Pisz (Stadt- und Landgemeinde Johannisburg) im Powiat Piski (Kreis Johannisburg) gehört.

## Geographische Lage
Wiartel liegt am Südufer des Großen Wiartelsees (polnisch Jezioro Wiartel) im Norden der Johannisburger Heide (polnisch Puszcza Piska), zehn Kilometer südwestlich der Kreisstadt Pisz (deutsch Johannisburg).

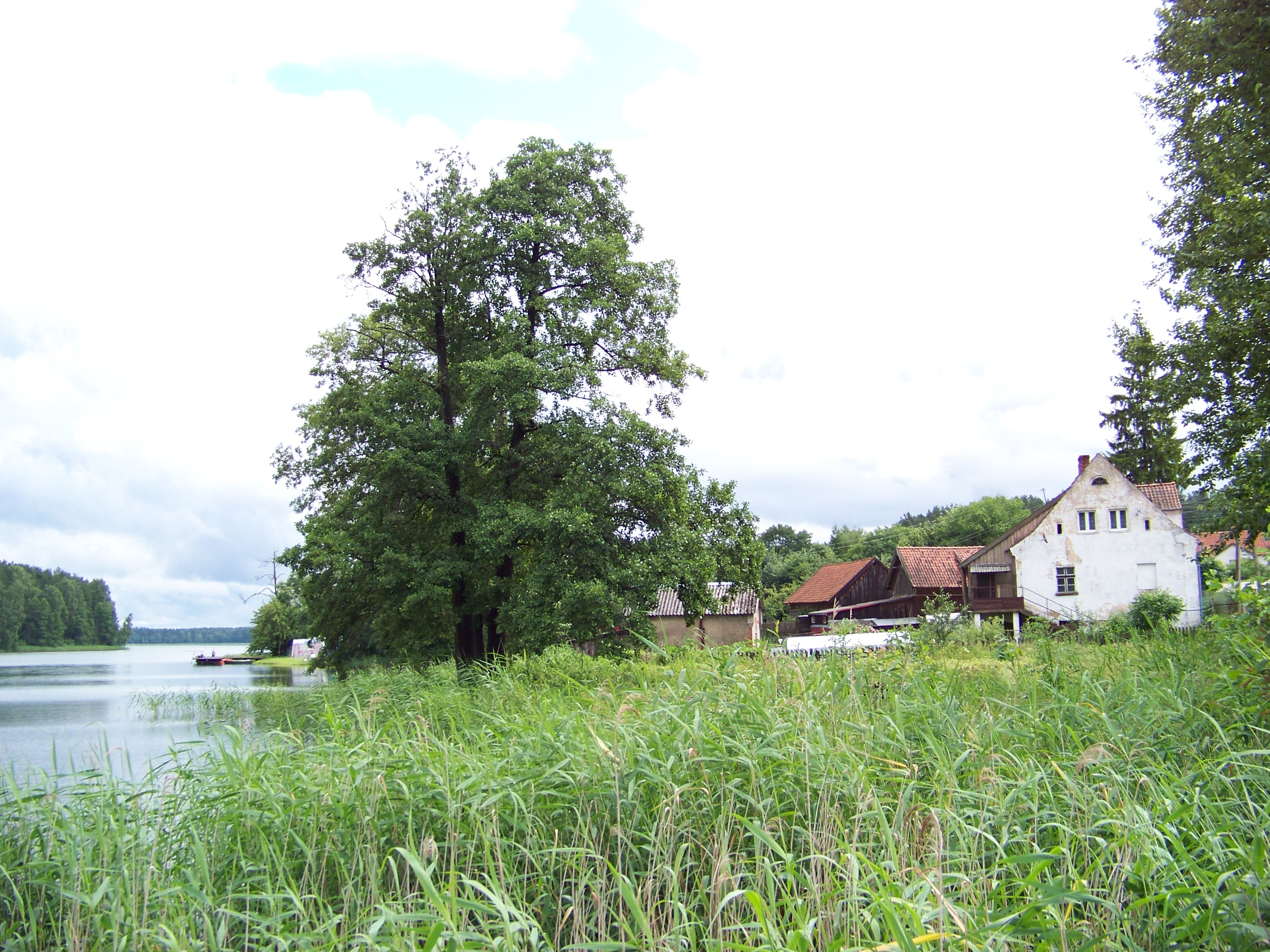
Blick auf Wiartel am Jezioro Wiartel

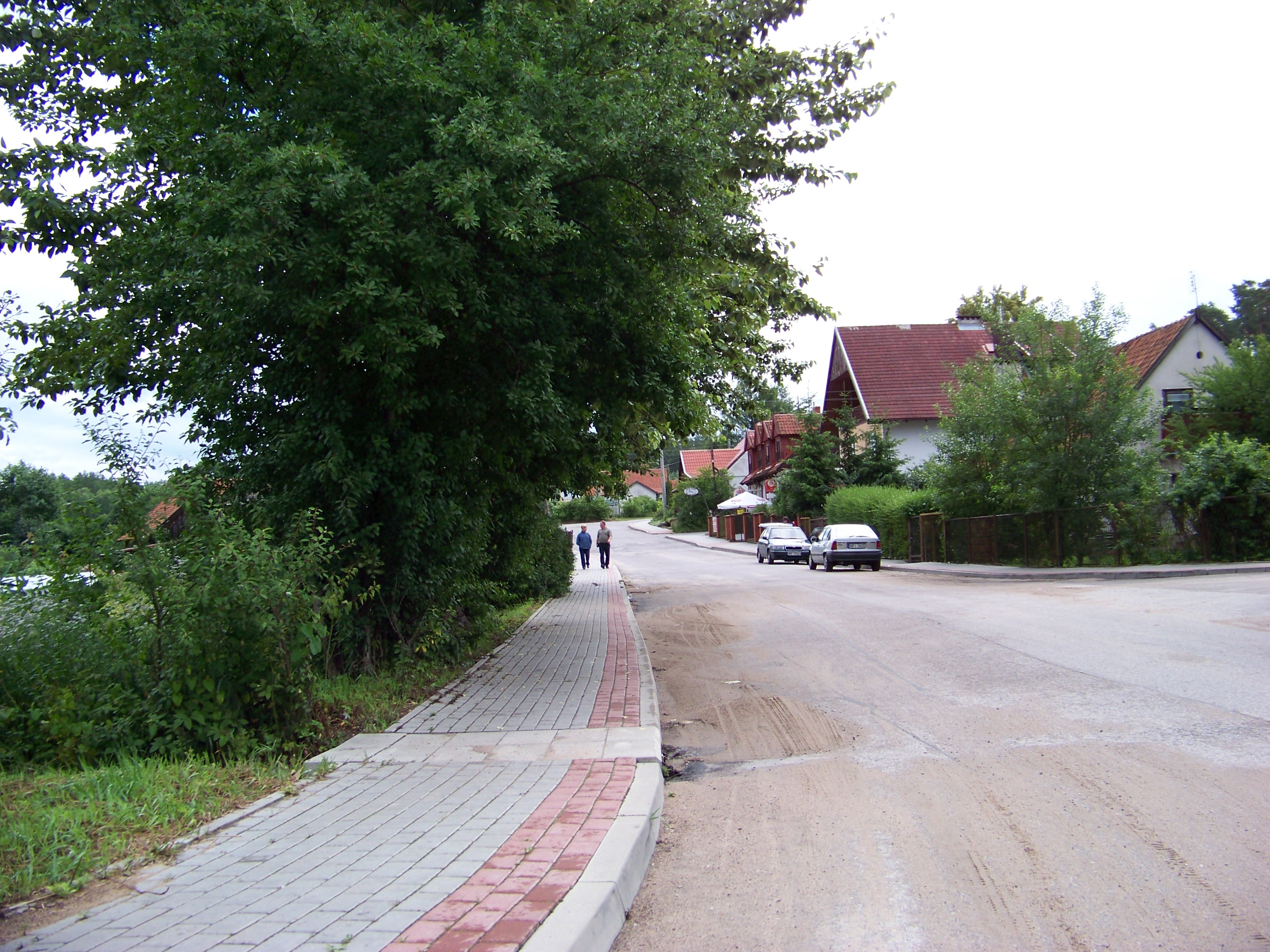
Dorfstraße in Wiartel

## Geschichte
Das Dorf Wiartel mit einer eineinhalb Kilometer südöstlich gelegenen Försterei wurde im Jahre 1700 mit zwölf Morgen als Schatullsiedlung gegründet. Einbezogen war die ein Jahr früher entstandene Ortschaft Klein Wiartel (polnisch Wiartel Mały).
Der Ort gehörte zum Kreis Johannisburg im Regierungsbezirk Gumbinnen (ab 1905: Regierungsbezirk Allenstein) in der preußischen Provinz Ostpreußen. Von 1874 bis 1945 war die Landgemeinde Wiartel in den Amtsbezirk Breitenheide eingegliedert.
In den Jahren 1903 bis 1907 wurde der Namenszusatz Groß abgeschafft. Zu der Landgemeinde gehörte neben (Groß) Wiartel und Klein Wiartel auch der Ort Pieczisko (polnisch Pieczysko).
Die Zahl der Einwohner Wiartels belief sich im Jahre 1910 auf 230, stieg bis 1933 auf 260 und betrug 1939 bereits 270.
Im Jahre 1945 kam in Kriegsfolge das gesamte südliche Ostpreußen zu Polen. Davon war nun auch Wiartel betroffen, dessen deutsche Namensbezeichnung mit der polnischen Form konform geht. Das Dorf ist heute Sitz eines Schulzenamtes (polnisch Sołectwo) und als solches eine Ortschaft im Verbund der Stadt- und Landgemeinde Pisz (Johannisburg) im Powiat Piski (Kreis Johannisburg), bis 1998 der Woiwodschaft Suwałki, seitdem der Woiwodschaft Ermland-Masuren zugehörig. Im Jahre 2011 belief sich die Zahl der Einwohner auf 230.

## Kirche

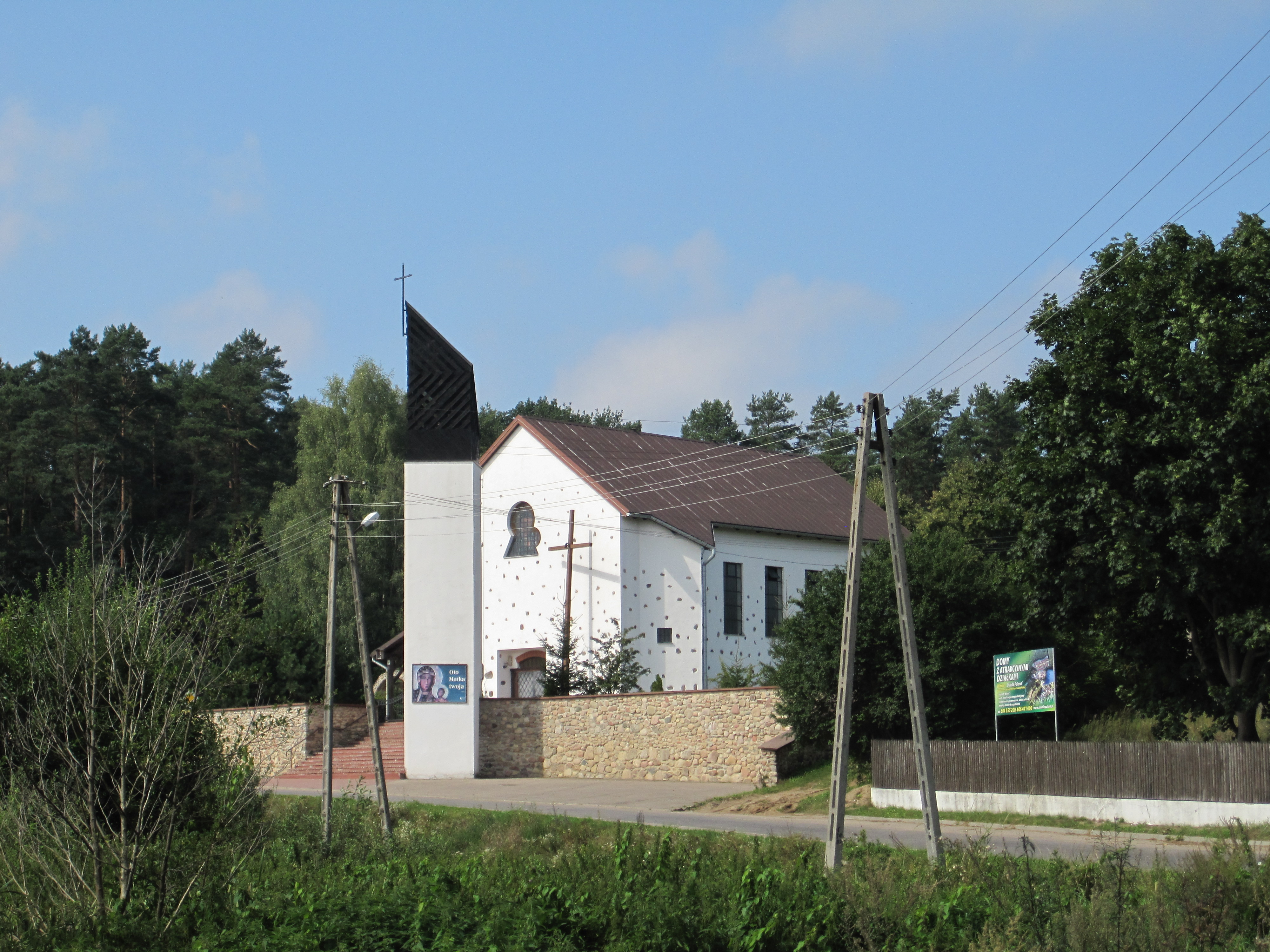
Die katholische St.-Maximilian-Kolbe-Kirche in Wiartel

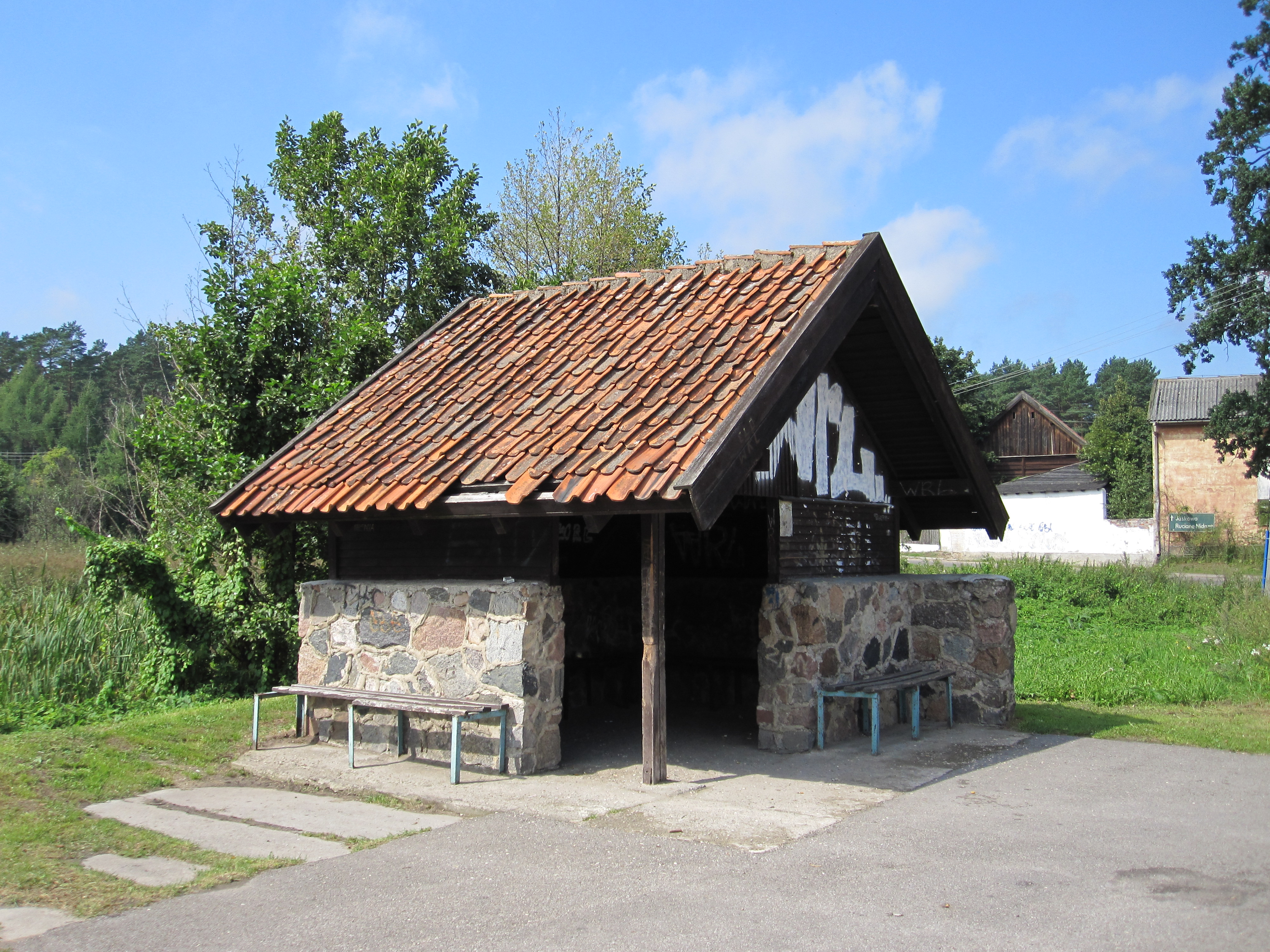
Wartehäuschen der Bushaltestelle in Wiartel

Bis 1945 war (Groß) Wiartel in die evangelische Kirche Johannisburg in der Kirchenprovinz Ostpreußen der Kirche der Altpreußischen Union sowie in die römisch-katholische Kirche in Johannisburg im damaligen Bistum Ermland eingepfarrt.
Heute besteht in Wiartel eine eigene römisch-katholische Pfarrgemeinde, deren zwischen 1995 und 1998 erbaute Pfarrkirche Maximilian Kolbe gewidmet ist. Die Pfarrei ist Teil des Dekanats Pisz im Bistum Ełk der Römisch-katholischen Kirche in Polen.
Die evangelischen Einwohner orientieren sich zur Kreisstadt Pisz, deren Kirchengemeinde zur Diözese Masuren der Evangelisch-Augsburgischen Kirche in Polen gehört.

## Schule
Wiartel ist seit 1739 ein Schulort.

## Verkehr
Wiartel liegt an einer Nebenstraße, die von Ruciane-Nida (Rudczanny/Niedersee-Nieden) über Szeroki Bór (Breitenheide) und Wielki Las (Wielgilasz, ab 1905: Tannenheim) nach Łacha in der Woiwodschaft Podlachien führt. Eine Bahnanbindung besteht nicht. Wiartel ist an das Omnibusnetz der Region angeschlossen.